# 大奇里基
大奇里基（西班牙語：Chiriquí Grande），是巴拿馬的城鎮，位於該國西北部，由博卡斯德爾托羅省的大奇里基區負責管轄，面積58.8平方公里，2010年人口3,014，人口密度每平方公里51.26人。